# Tony Hawk's Project 8
Tony Hawk's Project 8 is het achtste deel uit de populaire gameserie van skateboarder Tony Hawk. Het spel is uitgekomen op de Xbox 360, Xbox, PlayStation 3, PlayStation 2 en de PSP. De Nintendo Wii, Game Boy Advance en Nintendo DS hebben hun eigen versie, genaamd; Tony Hawk's Downhill Jam.

## De game
In deze skategame is het de bedoeling om bij de beste acht skaters van de wereld te komen (het zogenaamde Project 8, vandaar de naam Tony Hawk Project 8). Dit moet je doen door de beste pro-skaters te verslaan. Hiervoor heeft ontwikkelaar NeverSoft gebruikgemaakt van de nieuwste grafische middelen, waardoor er betere graphics in deze game zitten dan in de vorige versies. Ook is er een nieuw gameplay-element toegevoegd; de Nail the trick-modus. Hierin kan een speler de tijd vertragen en met de twee knuppels respectievelijk het linker- en het rechterbeen bewegen. Verder is de game geheel gelicenseerd, waardoor de namen en gezichten van echt bestaande skaters worden gebruikt.

## Personages
- Tony Hawk
- Bob Burnquist
- Dustin Dollin
- Lyn-Z Adams Hawkins
- Nyjah Huston
- Bam Margera
- Paul Rodriguez Jr.
- Rodney Mullen
- Ryan Sheckler
- Daewon Song
- Mike Vallely
- Stevie Williams

## Platforms
| Platform      | Jaar |
| ------------- | ---- |
| PSP           | 2006 |
| PlayStation 2 | 2006 |
| PlayStation 3 | 2006 |
| Xbox          | 2006 |
| Xbox 360      | 2006 |

## Ontvangst
| Beoordeeld door             | Platform      | Datum            | Score |
| --------------------------- | ------------- | ---------------- | ----- |
| Nuts                        | PlayStation 2 | 17 november 2006 | 100%  |
| 1UP                         | Xbox 360      | 8 november 2006  | 90%   |
| Game Informer Magazine      | Xbox 360      | december 2006    | 90%   |
| Video Game Talk             | Xbox 360      | 8 december 2006  | 80%   |
| Kombo.com                   | Xbox 360      | 13 november 2006 | 78%   |
| 1UP                         | PlayStation 3 | 16 november 2006 | 75%   |
| GameSpy                     | PlayStation 2 | 14 november 2006 | 70%   |
| Jeuxvideo.com               | PlayStation 2 | 23 november 2006 | 70%   |
| GamingHeaven / DriverHeaven | PlayStation 3 | 21 mei 2007      | 69%   |
| Eurogamer.de                | PlayStation 3 | 12 april 2007    | 60%   |

## Trivia
- Het spel is opgenomen in het boek 1001 Video Games You Must Play Before You Die van Tony Mott.